# Fiebre hemorrágica de Crimea-Congo
La fiebre hemorrágica de Crimea-Congo es una enfermedad infecciosa provocada por un virus que se transmite por picadura de garrapatas del género Hyalomma. Está localizada en África, los Balcanes, Oriente Medio y Asia, aunque se han detectado casos autóctonos en Europa. El virus que la ocasiona es un miembro de la familia Nairoviridae. La enfermedad es una zoonosis que se disemina a través de varias especies de animales domésticos y salvajes. En humanos es una afección grave con una mortalidad que oscila entre el 10 y el 40%. El contagio entre humanos solo es posible si se produce un estrecho contacto con la sangre, secreciones u otros fluidos de personas infectadas. La mayor parte de los casos en humanos se producen en explotaciones ganaderas por contacto con animales que portan garrapatas infectadas.

## Historia
La primera descripción de una fiebre hemorrágica se produjo en la península de Crimea en 1944, afectando a tropas soviéticas en la recogida de la cosecha, que dormían a la intemperie y fueron picadas por garrapatas Hyalomma marginatum. Se demostró la etiología vírica al año siguiente aunque el virus no pudo aislarse hasta 1967.
En 1969 se demostró que el agente de la fiebre de Crimea era idéntico a un virus aislado en 1956 de la sangre de personas en el entonces llamado Congo Belga. Desde entonces se usan ambos nombres combinados para designar la enfermedad. 

## Epidemiología
- El reservorio animal se encuentra tanto en animales salvajes como domésticos; los grandes herbívoros son hospedadores preferidos de las garrapatas adultas, y los pequeños como roedores y lagomorfos, de las formas larvarias. Desarrollan viremia y respuesta de anticuerpos, pero nunca clínica apreciable. Posiblemente el principal mecanismo amplificador que asegure la perpetuación del virus y facilite su transmisión transestadial por garrapatas adultas a grandes vertebrados, sea la adquisición de la infección por formas inmaduras en pequeños vertebrados.

- En general no se ha detectado infección en mamíferos de tamaño medio ni aves acuáticas, pero sí se han encontrado prevalencia y títulos de anticuerpos relativamente altos en los avestruces, que son parasitados por hialomas adultos. Paseriformes y gallinas domésticas parecen ser refractarias.

- El virus se ha aislado en al menos 30 especies de garrapatas, como Amblyomma variegatum, A. hebraeum, Rhipicephalus appendiculatus, R. rossicus, R. evertsi, y Dermacentor marginatus, que presentan transmisión transestadial, y Hyalomma truncatum, H. impeltatum, H. dromedarii, transestadial y transovárica imperfecta, pero el verdadero vector biológico es Hyalomma marginatum, capaz de transmisión transovárica, transestadial y venérea en todas sus subespecies.

- La presencia del virus CCHF o sus anticuerpos se ha demostrado en la antigua URSS, China, India, África Subsahariana, Afganistán, Pakistán, Hungría, Turquía, Francia, Portugal y recientemente en España.

- Hay una clara tendencia a la estacionalidad de la enfermedad, primavera u otoño, en áreas endémicas, asociada a la estacionalidad de las garrapatas. Los humanos pueden adquirir el virus por picadura de garrapatas o por contacto con sangre o tejidos de ganado infectado.

## Patogenia

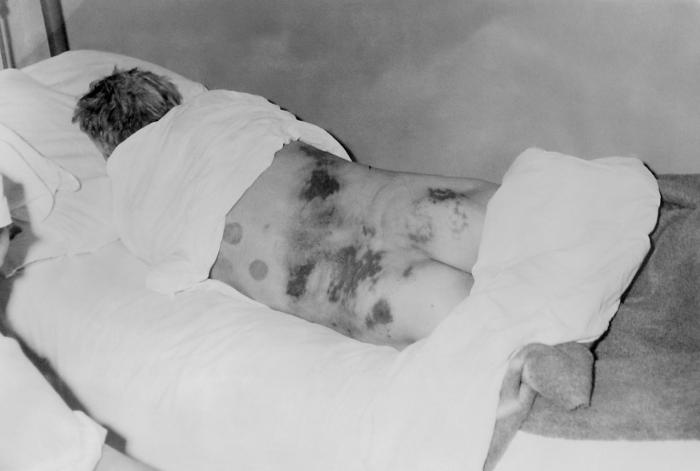
Paciente afectado por la fiebre Crimea-Congo. CDC/Dr. B.E. Henderson, 1969.

Tras replicación en el punto de entrada, se difunde por vía linfohemática hacia hígado y otros órganos del sistema retículo endotelial, donde se replica masivamente. 
El virus produce efecto citopático directo sobre las células endoteliales, hepatocitos y macrófagos. El daño endotelial determina la fragilidad capilar característica de la enfermedad, y hay evidencias de formación de inmunocomplejos circulantes y de activación del complemento que contribuirían al daño del lecho capilar y a la génesis de fallo pulmonar y renal. Además estimula agregación plaquetaria y degranulación, con la consecuente activación de la cascada intrínseca de coagulación. Se produce un descenso acusado del número de plaquetas a la vez que se reduce la trombopoyesis en la médula ósea. 
El daño tisular difuso en órganos como el hígado da lugar a una liberación posterior de procoagulantes a la circulación, con fallo circulatorio por coagulación intravascular diseminada. El daño hepático impide también la síntesis y reposición de los factores de coagulación, lo que conduce a la aparición de hemorragias.

## Clínica
La infección animal es asintomática, pero no así la humana. El periodo de incubación es corto, de 1-3 días, máximo 9 si la infección se adquiere por picadura de garrapatas, y de 5-6 días, máximo 13, en caso de exposición a sangre o tejidos de personas o animales infectados.
El comienzo es repentino, con fiebre, rigidez, escalofríos, dolor de cabeza intenso, mareo, dolor de cuello y rigidez, ojos doloridos, fotofobia, mialgia, malestar, con intenso dolor de espalda y dolores en las piernas.
Las náuseas, el dolor de garganta y los vómitos son habituales al principio y es posible la aparición de dolores abdominales y diarrea. Fiebre frecuentemente intermitente con repentinos cambios de humor con fases de confusión y de agresividad en los primeros dos días, seguidos de lasitud, depresión y somnolencia entre el 2.º y 4.º día, enrojecimiento cutáneo con conjuntivas inyectadas o quemosis. Cuadrante superior derecho del abdomen blando, a veces con hepatomegalia apreciable. 
Taquicardia con hipotensión ligera. Puede haber linfadenopatía, enantema y petequias de garganta, tonsilas y mucosa bucal. Enrojecimiento petequial de tronco y miembros a los 3-6 días de enfermar, seguido de la aparición de grandes hematomas y equimosis, especialmente en fosa antecubital, antebrazos, axilas e ingles. 
A los 4-5 días, y aún antes, se dan hemorragias variadas: epistaxis, hematemesis, hematuria, melena, hemorragias gingivales, vaginales o por otras aberturas naturales como oídos u ojos. A veces la sangre rezuma por puntos de inyección o venipuntura. Puede haber hemorragias internas, incluyendo intraperitoneal e intracraneal. Pacientes muy graves pueden desarrollar fallo hepatorrenal y pulmonar hacia el 5.º día y progresivamente entrar en somnolencia, estupor y coma. 
La ictericia se puede hacer aparente a partir de la segunda semana. Tasa de mortalidad 30-50 %, con muerte entre los días 5.º y 14.º de enfermedad. Los pacientes que se recuperan suelen empezar la mejoría al 9.º-10.º día, pero la astenia, conjuntivitis, ligera confusión y amnesia pueden extenderse un mes o más.

## Lesiones
Las lesiones hepáticas varían entre focos diseminados de necrosis coagulativa distribuidos por la zona media, y la necrosis masiva de más del 75% de los hepatocitos, con un grado variable de hemorragia, con poca o ninguna respuesta inflamatoria celular. 
En otros órganos, como el sistema nervioso central, riñones y adrenales se da congestión, hemorragia y necrosis focal y se observa depleción afectando a tejidos linfoides. 
Pueden observarse depósitos de fibrina en vasos sanguíneos pequeños de órganos parenquimatosos como el hígado, con lo que los trombos y los infartos que ocasionan pueden contribuir a la patogénesis de las lesiones necróticas ya mencionadas.

## Diagnóstico
Las muestras a remitir para diagnóstico incluyen sangre de pacientes vivos y sangre cardiaca y muestras hepáticas obtenidas con aguja de biopsias en pacientes muertos.
La detección de antígeno puede hacerse por Hemaglutinación pasiva y ELISA, siendo más fácil en pacientes que muestren viremia intensa. El aislamiento puede hacerse a partir de sangre o suspensiones de órganos en líneas celulares como Vero, CER y BHK21 o inoculación de ratones lactantes.
Se han diseñado pruebas de RT-PCR, (PCR de transcripción inversa), que asociadas a Inmunofluorescencia indirecta para demostrar IgG e IgM, permiten detectar el virus y efectuar un diagnóstico presuntivo a las 8 horas de recibir la primera muestra.
Se requiere diferenciación de otras fiebres hemorrágicas; así en África, de la fiebre de Lassa, enfermedad de Marburg, fiebre Ébola, fiebre amarilla, infecciones por hantavirus (fiebre hemorrágica con síndrome renal), y, en Europa, de la fiebre hemorrágica de Omsk, la enfermedad de la selva de Kyasanur e infecciones por hantavirus.

## Lucha
La alta tasa de mortalidad (hasta un 50%) y la propensión del virus a causar infecciones hospitalarias, determinan la necesidad de emplear sistemas estrictos de aislamiento de enfermos o sospechosos de padecer CCHF, principalmente para proteger al cuadro médico que los esté cuidando. Las personas afectadas y sus contactos deben mantenerse en observación un mínimo de 2 semanas (período máximo de incubación) tras el último posible contacto con la infección. Cubrir todos estos requerimientos es muy costoso y rompe los servicios médicos normales de cualquier hospital.
El tratamiento debe basarse en la terapia de soporte a base de transfusiones de hematíes y plaquetas, aportación de otros factores de coagulación y proteínas (albúmina), aparte de alimentación intravenosa. Se ha usado plasma de pacientes recuperados con fines terapéuticos pero no ha habido ensayos controlados que garanticen el valor de este método y no se han elaborado productos uniformes con capacidad neutralizante comprobada.
La Ribavirina (Tribavirina) parece inhibir la replicación vírica en cultivos celulares y en ratón lactante y se ha ensayado y utilizado con éxito variado en Sudáfrica. Parece reducir la fiebre y hasta eliminar las manifestaciones hemorrágicas, alejando el peligro de muerte en 48 horas, pero parece también observarse tendencia a la anemia intensa, sobre todo por hemólisis. 
El control mediante el uso de acaricidas en el ganado puede intentarse pero es sumamente complicado en las condiciones de cría extensiva dominantes en las zonas semiáridas donde prevalece Hyalomma. 
Son prácticos los piretroides para eliminar garrapatas de la ropa de personas expuestas a su picadura. Veterinarios, matarifes y otras personas que trabajen con ganado sospechoso deben tomar medidas precautorias prácticas, como usar guantes, evitar el contacto directo de la piel desprotegida con sangre fresca y otros tejidos animales.
Se han usado vacunas inactivadas a pequeña escala en Europa del Este y la antigua URSS para prevenir la enfermedad humana. El desarrollo de una vacuna segura y eficaz está limitado por la limitada demanda potencial que tendría.

## Aspectos zoonósicos
La mayoría de afectados son varones adultos con ocupaciones relacionadas con la ganadería: pastores, ganaderos, peones, matarifes y veterinarios. A veces se da en habitantes de ciudad que han contactado con tejidos infectados o picados por garrapatas en el curso de cacerías o excursiones. En áreas de fiebre hemorrágica Crimea-Congo endémica, los rumiantes domésticos seroconvierten tras infecciones naturales al principio de sus vidas. Los humanos que contacten con sangre virémica de tales animales en el curso de manipulaciones tales como castraciones, vacunaciones, colocación de crotales o sacrificios, pueden infectarse fácilmente. Algunos brotes humanos graves en Sudáfrica se han dado en operarios de mataderos de avestruces, los cuales, aunque parecen ser bastante resistentes a la infección, suelen estar muy parasitados por Hyalomma. 
La enfermedad ya se ha detectado en España con dos personas fallecidas y otra contagiada en Madrid, pero existen tres graves factores de riesgo: una climatología muy adecuada en todo el Sur peninsular, densas poblaciones de Hyalomma lusitanicum (no evaluado como vector, pero probablemente eficaz) y frecuentes importaciones de avestruces adultos para una cría en auge.